# Кобзар Борис Сергійович
Борис Сергійович Кобзар (19 січня 1991, с. Вербичне, Ковельський район, Волинська область — 15 квітня 2022, Миколаївська область — старший солдат підрозділу Збройних Сил України, учасник російсько-української війни, який загинув у ході російського вторгнення в Україну в 2022 році.

## Життєпис
Народився 19 січня 1991 року в селі Вербичному Ковельського району на Волині.
З перших днів російського вторгнення в Україну, не вагаючись, вдруге, взявся за зброю та в складі 14 ОМБр став на захист України. 
Загинув 15 квітня 2022 року під час виконання бойового завдання разом з іншими побратимами на Миколаївщині.
Похований з військовими почестями в рідному селі.
Залишилися дружина та малолітня донька. 

## Нагороди
- орден «За мужність» III ступеня (30.06.2022, посмертно) — за особисту мужність і самовіддані дії, виявлені у захисті державного суверенітету та територіальної цілісності України, вірність військовій присязі[4].